# الكربة (السدة)

تعديل مصدري - تعديل

الكربة محلة تابعة لقرية الحوقري، التابعة لعزلة بني الحارث بمديرية السدة إحدى مديريات محافظة إب في الجمهورية اليمنية.، بلغ تعداد سكانها 59 حسب تعداد اليمن لعام 2004.